# Stille SMS
Eine sogenannte stille SMS (engl. auch stealth ping, silent SMS oder Short Message Type 0) bezeichnet eine spezielle Form einer über SMS gesendeten Nachricht. Diese wird nicht auf dem Bildschirm des Mobiltelefons angezeigt und löst kein akustisches Signal aus, beim Mobilfunkanbieter fallen jedoch Verbindungsdaten an, die anschließend ausgewertet werden können. Ursprünglich sollte der Dienst für Sonderdienste der Netzbetreiber eingesetzt werden. Solche Kurzmitteilungen können von Ermittlungsbehörden zur Ortung von Telefonen oder zur Erstellung von Bewegungsprofilen verwendet werden.
Dem Mobilfunkanbieter ist jederzeit bekannt, in welcher Location Area sich ein eingeschaltetes Mobiltelefon befindet. Eine Location Area kann jedoch aus mehreren Dutzend Funkzellen bestehen. Beim Senden einer (stillen) SMS wird das Mobiltelefon durch eine Rundnachricht an die Location Area aufgefordert, sich an einer Funkzelle anzumelden, so dass die SMS ausgeliefert werden kann. Der Anbieter kennt dann die Funkzelle und kann diese an Ermittlungsbehörden weitergeben.

## Technischer Hintergrund
Grundlage für Short Message Type 0 ist die GSM-Spezifikation 03.40 aus dem Jahr 1996:

“A short message type 0 indicates that the ME [Mobile Equipment] must acknowledge receipt of the short message but may discard its contents.”

„Ein Kurzmitteilungstyp 0 bedeutet, dass das Endgerät (ME) den Empfang der Kurzmitteilung bestätigen muss, aber ihren Inhalt verwerfen kann.“

Die Nachricht generiert nachverfolgbaren Datenverkehr, bleibt aber mangels jeglicher Anzeige vom Nutzer auf dem Mobilfunkgerät unbemerkt.

## Datenschutz und Funkzellenermittlung in Deutschland
Zur direkten Ortung ist eine stille SMS nur geeignet, wenn eine Telefonüberwachung nach § 100a StPO richterlich angeordnet wurde. Sonst können nur Verkehrsdaten erzeugt werden. Es ist dann keine Ortung, sondern nur eine Standortbestimmung möglich, die von einem richterlichen Beschluss nach § 100g StPO abhängig ist. Die Netzbetreiber liefern dann mehrere Tage später die Verbindungsdaten.
Am häufigsten wird die „stille SMS“ von den Behörden der Zollfahndung (2012: 199.023), des Verfassungsschutzes (2014: ca. 195.000) und des BKA (2. HJ 2015: ca. 117.000) genutzt. Stille SMS können auch von privater Seite aus versandt werden, lassen dann aber nur erkennen, dass die adressierte SIM eingebucht beziehungsweise das Empfängergerät empfangsbereit ist.
Von 2007 bis 2012 haben Bundesbehörden insgesamt 1,7 Millionen stille SMS verschickt, um Besitzer von Mobiltelefonen zu orten. Im Jahr 2012 wurden 328.572 Ortungen durch Ermittlungsbehörden (Bundeskriminalamt, Bundespolizei und Zoll), sowie den Verfassungsschutz, vorgenommen, davon stammten 138.779 Ortungen vom Zoll. Im ersten Halbjahr 2013 waren es 264.648. Im ersten Halbjahr 2015 ging der Versand stiller SMS zurück, stieg im zweiten Halbjahr dagegen stark an.
| Jahr          | BfV                   | BKA      | BPOL     | Zoll                                           |
| ------------- | --------------------- | -------- | -------- | ---------------------------------------------- |
| 2010          | 107.852               | 96.314   | ?        | 236.617                                        |
| 2012          | 28.843                | 37.352   | 63.354   | 199.023                                        |
| 2013 (1. Hj.) | 28.472                | 31.948   | 65.449   | 138.779                                        |
| 2014 (1. Hj.) | ~ 53.000              | ~ 35.000 | ~ 69.000 | (als VS-NUR FÜR DEN DIENSTGEBRAUCH eingestuft) |
| 2014 (2. Hj.) | 142.108               | 26.915   | 39.409   | (als VS-NUR FÜR DEN DIENSTGEBRAUCH eingestuft) |
| 2015 (1. Hj.) | 53.227                | 22.357   | 31.865   | keine Angaben                                  |
| 2015 (2. Hj.) | 45.376                | 116.948  | 41.671   | ?                                              |
| 2016 (1. Hj.) | 71.555                | 46.679   | 92.027   | keine Angaben                                  |
| 2016 (2. Hj.) | 143.809               | 16.693   | 47.899   | keine Angaben                                  |
| 2017 (1. Hj.) | 130.887               | 23.646   | 40.077   | keine Angaben                                  |
| 2017 (2. Hj.) | 179.258               | 21.932   | 33.645   | keine Angaben                                  |
| 2018 (1. Hj.) | 103.224               | 30.988   | 38.990   | keine Angaben                                  |
| 2018 (2. Hj.) | als GEHEIM eingestuft | 21.337   | 50.654   | als VS-NUR FÜR DEN DIENSTGEBRAUCH eingestuft   |

Auch die Landesbehörden für Verfassungsschutz nutzen das Verfahren: Das Innenministerium Nordrhein-Westfalens legte 2011 Zahlen vor. Demnach erhielten im bevölkerungsreichsten deutschen Bundesland 2.644 Anschlussinhaber insgesamt 255.784 „stille SMS“. Ob damit der Aufenthaltsort bestimmt wurde, kann nicht gesagt werden.
Für die stille SMS nutzen die Polizeibehörden eine eigene Software und entsprechende „SMS-Server“. Die Funkzellenauswertung und das Versenden von Ortungsimpulsen sind laut Innenministerium des Landes rechtlich wie technisch unterschiedliche Maßnahmen.
Polizeien der Bundesländer nutzen ebenfalls stille SMS. So versendeten zum Beispiel die Berliner Polizei 145.666 und die Hamburger Polizei 137.522 Stille SMS im Jahr 2012.
Die Bundesbehörden und Landesbehörden können von den Mobilfunkbetreibern mit einem Gerichtsbeschluss die Herausgabe sämtlicher Daten verlangen. Der Chaos Computer Club sprach von einer „Ortungswanze“.
Der Innensenator von Berlin Ehrhart Körting erhielt 2003 den regionalen Big Brother Award für die fragwürdige Rechtfertigung der sogenannten „stillen SMS“ durch die Berliner Polizei. Seit dem zweiten Halbjahr 2018 sind die Anzahl der Stillen SMS für den Bundesverfassungsschutz mit dem Geheimhaltungsgrad „GEHEIM“ eingestuft und die Anzahl der stillen SMS für den Bundesnachrichtendienst als „STRENG GEHEIM“. Bei dem Zollkriminalamt wurden die Zahlen ebenfalls als Verschlusssache eingestuft.
2013 zeigte Karsten Nohl auf der Konferenz Black Hat in Las Vegas, dass ältere SIM-Karten mit der veralteten Verschlüsselung Data Encryption Standard mit einer „stillen SMS“ gehackt werden können.

## Rechtliche Grundlage Deutschland
Das Bundeskriminalamt bezieht sich auf § 20l des Bundeskriminalamtgesetzes (präventiv). Für die Strafverfolgung beruft sich das Bundesinnenministerium auf § 100g der Strafprozessordnung und für den Verfassungsschutz auf die §§ 1, 3 des Artikel 10-Gesetzes. Allerdings ist dies sehr umstritten, denn § 100g StPO regelt nur die Herausgabe der Verkehrsdaten, die durch das Empfangen einer stillen SMS entstehen. Es ist in der juristischen Diskussion, ob für das reine Versenden einer stillen SMS überhaupt eine Ermächtigungsgrundlage erforderlich ist.
Der Oberstaatsanwalt Stuttgarts mahnte 2003 an den Generalstaatsanwalt, dass „Auskünfte über Standortdaten eines im Standby-Betrieb befindlichen Handys“ nur streng im Rahmen des Paragrafen 100a erlaubt seien. Andernfalls halte er eine „Erstellung eines Bewegungsprofils durch heimliches Herstellen einer Verbindung“ für „unzulässig“.
Am 8. Februar 2018 hat der Bundesgerichtshof entschieden, dass § 100i Absatz 1 Nr. 2 Strafprozessordnung Rechtsgrundlage für das Versenden stiller SMS ist. Dies hat zur Folge, dass in allen Fällen, in denen stille SMS zur Standortermittlung eines Mobilfunkendgerätes eingesetzt werden sollen, ausdrücklich die richterliche Anordnung eingeholt werden muss.
Wenn die Anzahl der stillen SMS veröffentlicht worden wären, dann hätte man erstmals die Auswirkung des BGH-Urteils auf die Praxis der stillen SMS auf den Bundesverfassungsschutz feststellen können.

## Stille SMS in Österreich
Die österreichische Innenministerin Johanna Mikl-Leitner antwortete auf eine parlamentarische Anfrage 2014: Vom Bundesministerium für Inneres werden „Stille SMS“ zur Ermittlung von Standortdaten nicht eingesetzt. Standortabfragen würden gemäß Sicherheitspolizeigesetz und Strafprozessordnung an die Netzbetreiber gerichtet.